# Präsidentschaftswahl in Finnland 1982
Die Präsidentschaftswahl in Finnland 1982 fand am 17. Januar und 18. Januar 1982 statt.
Da der bisherige Präsident Urho Kekkonen von der Zentrumspartei aus gesundheitlichen Gründen zurücktrat, wurden die Wahlen vorgezogen. Der Sozialdemokrat Mauno Koivisto konnte bei den Wahlen zum Wahlmännerausschuss über 43 % der Stimmen auf sich vereinigen. Da Kalevi Kivistö die Wahlmänner seiner Partei aufgefordert hatte, Koivisto zu wählen, was die meisten auch taten, wurde dieser im ersten Wahlgang zum Präsidenten gewählt.

## Wahl zum Wahlmännerausschuss
| Partei/Liste                              | Kandidat            | Ergebnis  | Ergebnis | Wahl- männer |
| Partei/Liste                              | Kandidat            | Stimmen   | %        | Wahl- männer |
| ----------------------------------------- | ------------------- | --------- | -------- | ------------ |
| Sozialdemokratische Partei Finnlands      | Mauno Koivisto      | 1 370 314 | 43,1     | 144          |
| Nationale Sammlungspartei                 | Harri Holkeri       | 593 271   | 18,7     | 58           |
| Zentrumspartei                            | Johannes Virolainen | 534 515   | 16,8     | 53           |
| Demokratische Union des Finnischen Volkes | Kalevi Kivistö      | 348 359   | 11,0     | 32           |
| Schwedische Volkspartei                   | Jan-Magnus Jansson  | 121 519   | 3,8      | 11           |
| Bauernpartei                              | Veikko Vennamo      | 71 947    | 2,3      | 1            |
| Christlicher Bund                         | Raino Westerholm    | 59 885    | 1,9      | 0            |
| Liberale Volkspartei                      | Helvi Sipilä        | 56 070    | 1,8      | 1            |
| Åländsk Samling                           |                     | 11 119    | 0,3      | 1            |
| Konstitutionelle Rechtspartei             |                     | 9 532     | 0,2      | 0            |
| Einheitspartei des Finnischen Volkes      |                     | 994       | 0,0      | 0            |
| Total                                     |                     |           | 100,0    | 301          |

## Präsidentenwahl
| Partei/Liste                              | Wahlmänner | Kandidat           | 1. Wahlgang |
| ----------------------------------------- | ---------- | ------------------ | ----------- |
| Sozialdemokratische Partei Finnlands      | 144        | Mauno Koivisto     | 167         |
| Nationale Sammlungspartei                 | 58         | Harri Holkeri      | 58          |
| Zentrumspartei                            | 53         | Paavo Väyrynen     | 53          |
| Demokratische Union des Finnischen Volkes | 32         | Kalevi Kivistö     | 11          |
| Schwedische Volkspartei                   | 11         | Jan-Magnus Jansson | 11          |
| Liberale Volkspartei                      | 1          | Helvi Sipilä       | 1           |
| Bauernpartei                              | 1          | -                  |             |
| Åländsk Samling                           | 1          | -                  |             |
| Total                                     | 301        |                    | 301         |